# 布賴頓 (密歇根州)
布賴頓（英語：Brighton）是一個位於美國密歇根州利文斯頓縣的城市。

## 人口
根據2020年美國人口普查的數據，布賴頓的面積為9.56平方千米，當中陸地面積為9.10平方千米，而水域面積為0.46平方千米。當地共有人口7446人，而人口密度為每平方千米779人。